# Meditazione (album)
Meditazione è il decimo album del cantante italiano Massimo Ranieri.

## Il disco
L'album racchiude sei canzoni tratte da musiche di autori classici rielaborate da Eumir Deodato, che si occupa anche degli arrangiamenti e della direzione d'orchestra.
Il concerto di Aranjuez era già stato registrato da Ranieri alcuni anni prima ed incluso nell'album Vent'anni....
Il tecnico del suono è Giorgio Agazzi.
Tra i musicisti che suonano nell'album vi sono anche due jazzisti, il chitarrista Coppotelli ed il bassista Majorana (uno dei componenti dei Marc 4).

## Tracce
Lato A
1. Adagio veneziano – 5:47 (testo: Oscar Avogadro – musica: Benedetto Marcello)
2. Serenata – 5:33 (testo: Oscar Avogadro – musica: Franz Schubert)
3. Notturno in mib Io. 8 n° 2 – 6:54 (testo: Oscar Avogadro – musica: Fryderyk Chopin)

Durata totale: 18:14
Lato B
1. Meditazione – 9:05 (testo: Oscar Avogadro – musica: Jules Massenet)
2. Adagio in sol m – 4:38 (testo: Vito Pallavicini – musica: Tomaso Albinoni)
3. Il concerto di Aranjuez – 5:19 (testo: Giancarlo Bigazzi – musica: Joaquín Rodrigo)

Durata totale: 19:02

## Musicisti
- Massimo Ranieri: voce
- Sergio Coppotelli: chitarra
- Eumir Deodato: tastiera
- Vincenzo Restuccia: batteria
- Maurizio Majorana: basso
- Silvano Chimenti: chitarra
- Orchestra di Musica Leggera dell'Unione Musicisti di Roma: archi (diretti da Eumir Deodato)